# Adam Hemerka
Adam Hemerka (* 31. května 2002, Brno) je český florbalový obránce, reprezentant, vicemistr světa z roku 2022, juniorský mistr světa z roku 2021, dvojnásobný mistr Česka a vicemistr Finska. V nejvyšších florbalových soutěžích Česka a Finska hraje od roku 2020.

## Klubová kariéra
Hemerka s florbalem začínal v klubu FBŠ Hattrick Brno. Do 15 let hrál i fotbal za tým FC Zbrojovka Brno. V roce 2019 absolvoval stáž ve finském florbalovém klubu EräViikingit. Po návratu nastoupil za Hattrick k několika zápasům v jejich první superligové sezóně 2019/2020. Pravidelně hrál v mužském týmu až od dalšího ročníku, který ale byl přerušen kvůli pandemii covidu-19. Toho využil opět k dočasnému přesunu do EräViikingit, společně s dalšími českými hráči, například Matějem Havlasem.
V únoru 2021 přestoupil do klubu Florbal MB. S Boleslaví v probíhající sezóně vyhrál mistrovský titul, ke kterému přispěl brankou v Superfinále. V následujícím ročníku 2021/2022 zlato obhájili a získali i bronz z Poháru mistrů.
V květnu 2023 se Hemerka stal hlavní tváří premiérového draftu finské F-liigy, ve které si ho po předchozí domluvě vybral v prvním kole tým Classic. S ním v roce 2024 získal vicemistrovský titul, po prohře v sedmém zápase finálové série.
Od sezóny 2024/2025 hraje opět za Boleslav.

## Reprezentační kariéra
V roce 2019 se Hemerka zúčastnil svého prvního juniorského Euro Floorball Tour (EFT). Na Mistrovství světa do 19 let v roce 2021 s českým týmem obhájili mistrovský titul.
Krátce po návratu z úspěšného juniorského mistrovství poprvé nastoupil za mužskou reprezentaci na domácím EFT, kde asistencí přispěl k druhé porážce Švédska v historii a konečnému druhému místu. Na následném odloženém Mistrovství světa 2020 získali po sedmi letech bronzovou medaili. Bronz vybojovali i na Světových hrách 2022. Na EFT ve stejném roce zapsal Hemerka jednu asistenci ve třetí porážce Švédska.
Na Mistrovství světa v roce 2022, kde Česko získalo po 18 letech druhou stříbrnou medaili, vstřelil Hemerka ve vítězném semifinále proti Švýcarsku dva góly.
V listopadu 2023 s týmem potřetí v historii vyhráli turnaj EFT, na kterém porazili dosud nejvyšším rozdílem 12:8 Švédsko a jako první jim nastříleli dvoumístný počet branek, první z nich právě Hemerka.
| Umístění | Soutěž                                       |
| -------- | -------------------------------------------- |
|          | Mistrovství světa ve florbale do 19 let 2021 |
|          | Mistrovství světa ve florbale 2020           |
|          | Florbal na Světových hrách 2022              |
|          | Mistrovství světa ve florbale 2022           |
|          | Mistrovství světa ve florbale 2024           |